# Chloridops
Chloridops là một chi chim trong họ Fringillidae.